# Třída John C. Butler
Třída John C. Butler (jinak též třída WGT) byla třída eskortních torpédoborců amerického námořnictva z období druhé světové války. Postaveno jich bylo celkem 83 kusů.

## Pozadí vzniku

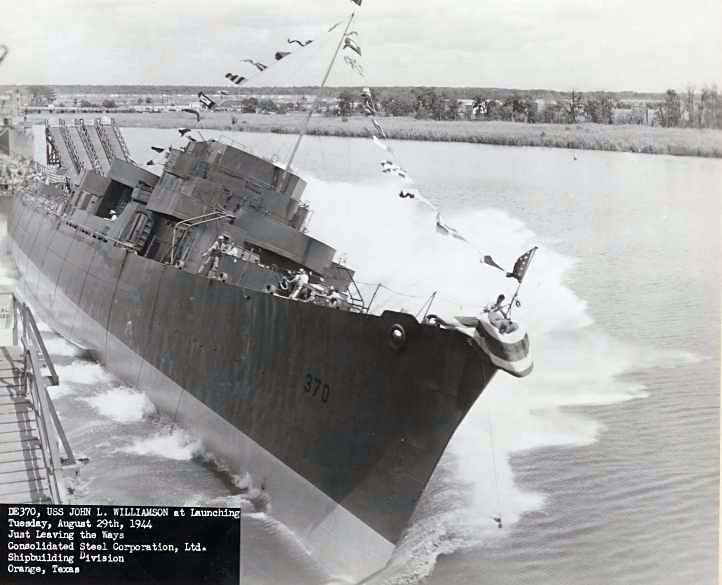
USS John L. Williamson

Americké loděnice postavily celkem 83 jednotek této třídy. Původně jich bylo objednáno 293 kusů, ovšem rovných 210 bylo později zrušeno. Na stavbě se podílely loděnice Boston Navy Yard (7), Consolidated (34), Houston (23) a Federal-Port Newark (16). Do služby vstupovaly v letech 1943–1945. Stavba čtyř dalších byla zrušena po založení kýlu.

## Konstrukce

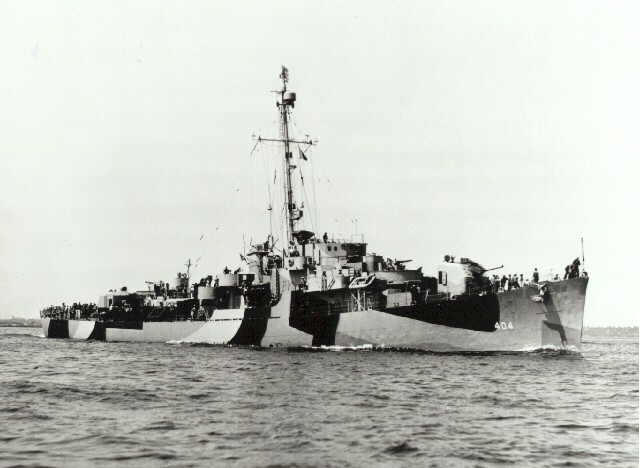
USS Eversole

Plavidla nesla dva 127mm kanóny v jednohlavňových věžích, které doplnily čtyři 40mm kanóny Bofors a deset 20mm kanónů Oerlikon. Dále nesly jeden tříhlavňový 533mm torpédomet. K napadání ponorek sloužil jeden salvový vrhač hlubinných pum Hedgehog, dále osm a dvě skluzavky pro svrhávání hlubinných pum. Pohonný systém tvořily dvě parní turbíny Westinghouse a dva kotle. Lodní šrouby byly dva. Nejvyšší rychlost dosahovala 24 uzlů.

## Operační služba
Za druhé světové války byly ztraceny tři jednotky této třídy. USS Shelton potopila 3. října 1944 poblíž Morotai japonská ponorka RO-41. USS Samuel B. Roberts potopily japonské válečné lodě 25. října 1944 v bitvě u Samaru. USS Eversole potopila 28. října 1944 poblíž Leyte japonská ponorka I-45.

## Zahraniční uživatelé
Dvě jednotky vyřazené Američany zakoupilo portugalské námořnictvo. USS McCoy Reynolds jím byl provozován jako Corte Real (F-334) a USS Formoe (DE-509) jako Diogo-Cão (F-333).